# Еленский (Калужская область)
Еленский — посёлок в Хвастовичском районе Калужской области России. Центр сельского поселения «Посёлок Еленский».

## История
Посёлок начал своё развитие в 1880-е годы, когда потомственный почетный гражданин Иван Алипович Цыплаков начал строительство Еленского стекольного завода. После его смерти, в 1888 году, завод переходит в собственность его детей: Митрофану и Алипию. В дальнейшем (до 1917 года) заводом руководил Алипий Иванович Цыплаков. В 1930-е годы через Еленский была проложена железнодорожная ветка широкой колеи (разобрана в конце 2000-х годов).
В 1940 году Еленский получил статус посёлка городского типа. Во время Великой Отечественной войны посёлок был сожжен, а завод - эвакуирован. После освобождения от оккупации оба восстановлены. В 1990 году завод перестал функционировать, после решения о его ликвидации.
В 1998 году Еленский стал сельским населённым пунктом — посёлком.

## Население
| 1959 | 1970  | 1979  | 1989  | 2002  | 2010  |
| ---- | ----- | ----- | ----- | ----- | ----- |
| 3480 | ↘3085 | ↘2451 | ↘2065 | ↘1583 | ↘1445 |